# Michael von Rekowski

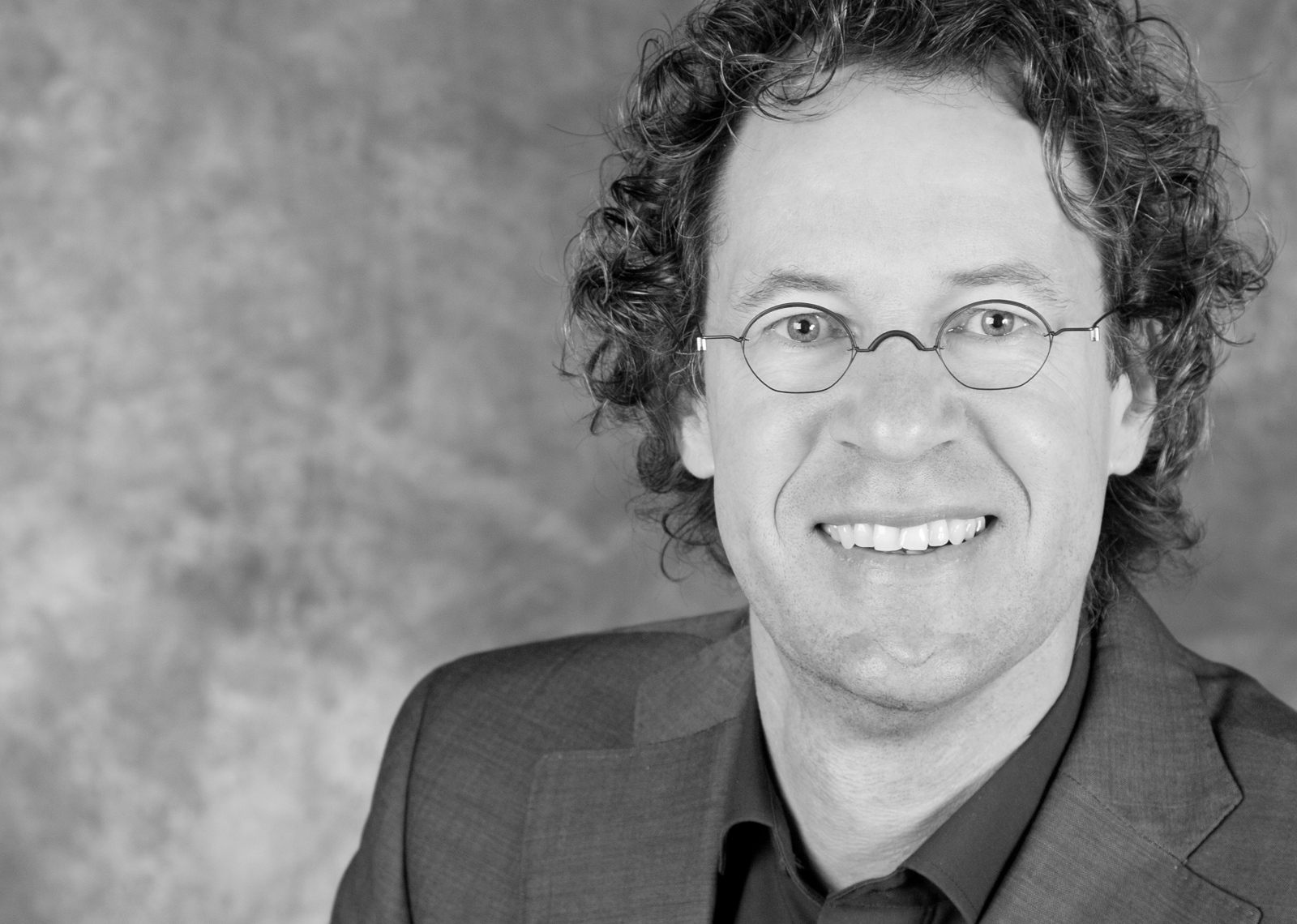
Michael von Rekowski (2000)

Michael von Rekowski (* 19. Dezember 1963 in Wipperfürth) ist ein deutscher Politiker (parteilos). Er war von 2009 bis 2020 Bürgermeister der nordrhein-westfälischen Hansestadt Wipperfürth im Oberbergischen Kreis.

## Ausbildung und Beruf
Nach dem Abitur am Engelbert-von-Berg-Gymnasium in Wipperfürth leistete er seinen Zivildienst. Die Ausbildung zum Krankenpfleger absolvierte er im Evangelischen Krankenhaus in Bergisch Gladbach, anschließend erfolgte ein Auslandsaufenthalt von sieben Jahren in der Schweiz. Dort wurde er am Universitätsspital Zürich für Intensivpflege und Reanimation ausgebildet. 1995 zog er zurück in seine Heimatstadt Wipperfürth und arbeitete als leitender Intensivpfleger im Herz-Jesu-Krankenhaus Lindlar. Im Jahr 1999 wurde er als Pflegedirektor in der Katholische Kliniken Oberberg gGmbH / Herz-Jesu-Krankenhaus Lindlar eingestellt und übte diesen Beruf sieben Jahre aus. Berufsbegleitend absolvierte er den Studiengang Pflegemanagement an der Katholischen Fachhochschule in Köln und schloss als Diplom-Pflegewirt FH ab.
Nebenberuflich arbeitete er für die Unternehmensberatung medico orga GmbH und unterstützte Kliniken in der interdisziplinären Prozessorganisation. Im Jahr 2006 wechselte er zur InterComponentWare AG (ICW, Softwarebranche im Gesundheitswesen) und war bundesweit, aber auch international als Medizinischer Berater tätig. Dabei beriet er zum Thema eHealth Kliniken, Arztpraxen und Krankenkassen. Bei der ICW war er Fachberater für das Thema Ambient Assisted Living (AAL, Altersgerechte Assistenzsysteme für ein selbstbestimmtes Leben) und hielt Vorträge auf Kongressen. In dieser Zeit wurde er zum Projektmanager (CAPM, Certified Associate in Project Management) ausgebildet.

## Politik
Michael von Rekowski ist am 30. August 2009 zum Bürgermeister der Stadt Wipperfürth gewählt worden. Er wurde als Kandidat für das Bürgermeisteramt als parteiloser Bewerber zur Wahl gestellt. Die örtlichen Gremien von SPD, UWG und Bündnis 90/Die Grünen hatten sich auf diesen parteiübergreifenden Vorschlag geeinigt. Erstmals in der jüngeren Geschichte der Stadt war ein parteiloser Bürgermeister im Amt.
Im Februar 2020 gab er bekannt, bei der Kommunalwahl 2020 als Bürgermeister nicht mehr anzutreten.